# Donnemain-Saint-Mamès
Donnemain-Saint-Mamès är en kommun i departementet Eure-et-Loir i regionen Centre-Val de Loire strax norr om centrala Frankrike. Kommunen ligger i kantonen Châteaudun som tillhör arrondissementet Châteaudun. År 2022 hade Donnemain-Saint-Mamès 661 invånare.

## Befolkningsutveckling
Antalet invånare i kommunen Donnemain-Saint-Mamès
Referens:INSEE